# Hochtannberggebiet

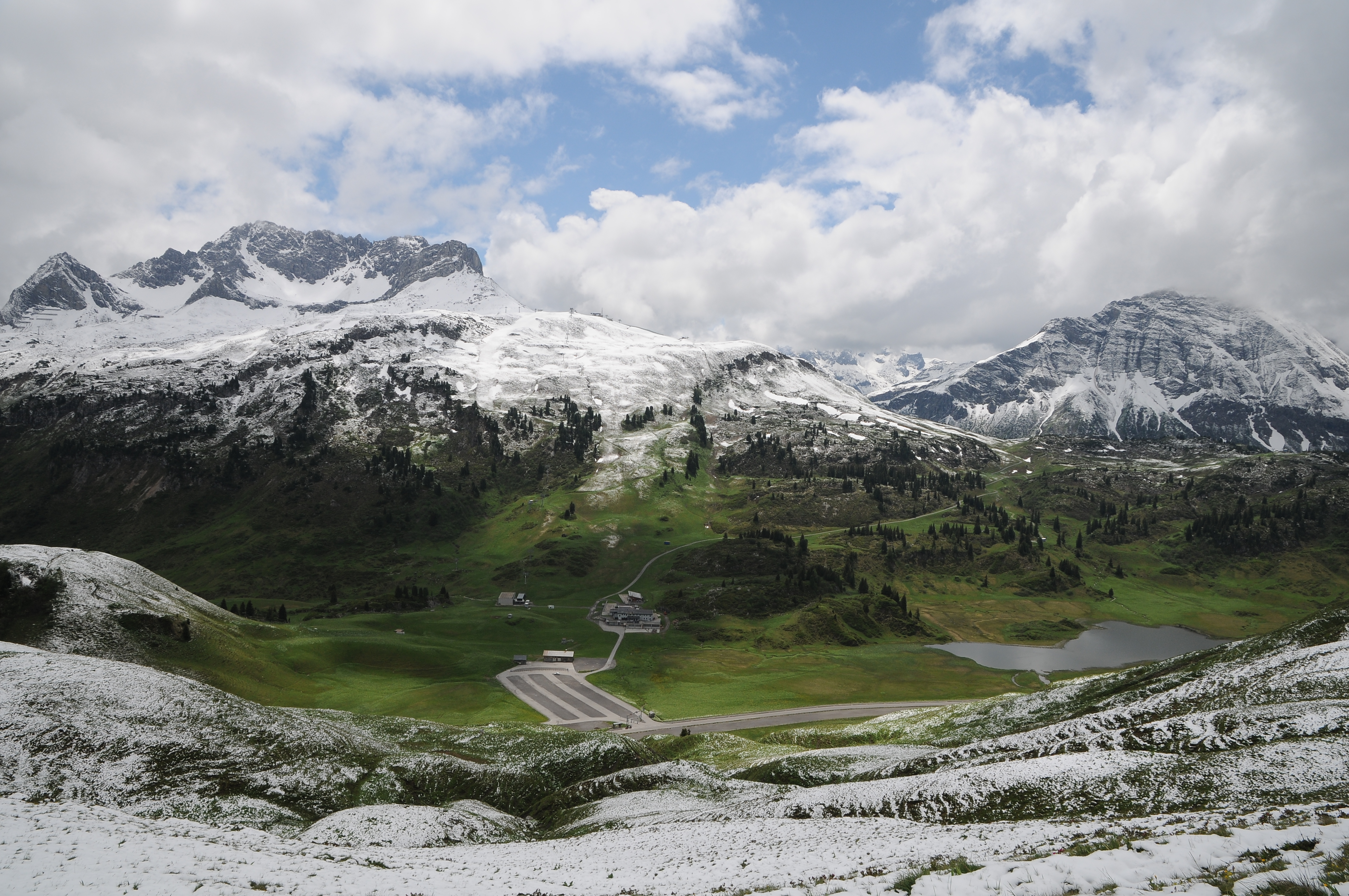
Hochtannbergpass, Kalbelesee und Saloberkopf

Das Hochtannberggebiet ist das Einzugsgebiet des Lechs im österreichischen Bundesland Vorarlberg. Es umfasst die Gemeinden Warth und Lech. Auch die nördlichen Teile des Gemeindegebiets von Dalaas mit den Quellen des Lechs gehören zum Hochtannberggebiet. Im erweiterten Sinn, als Region Hochtannberg, gehören auch das Auenfeld und der Körbersee im Gemeindegebiet von Schröcken dazu, sowie der Kalbelesee und der obere Seebach.

## Lage und Umgrenzung

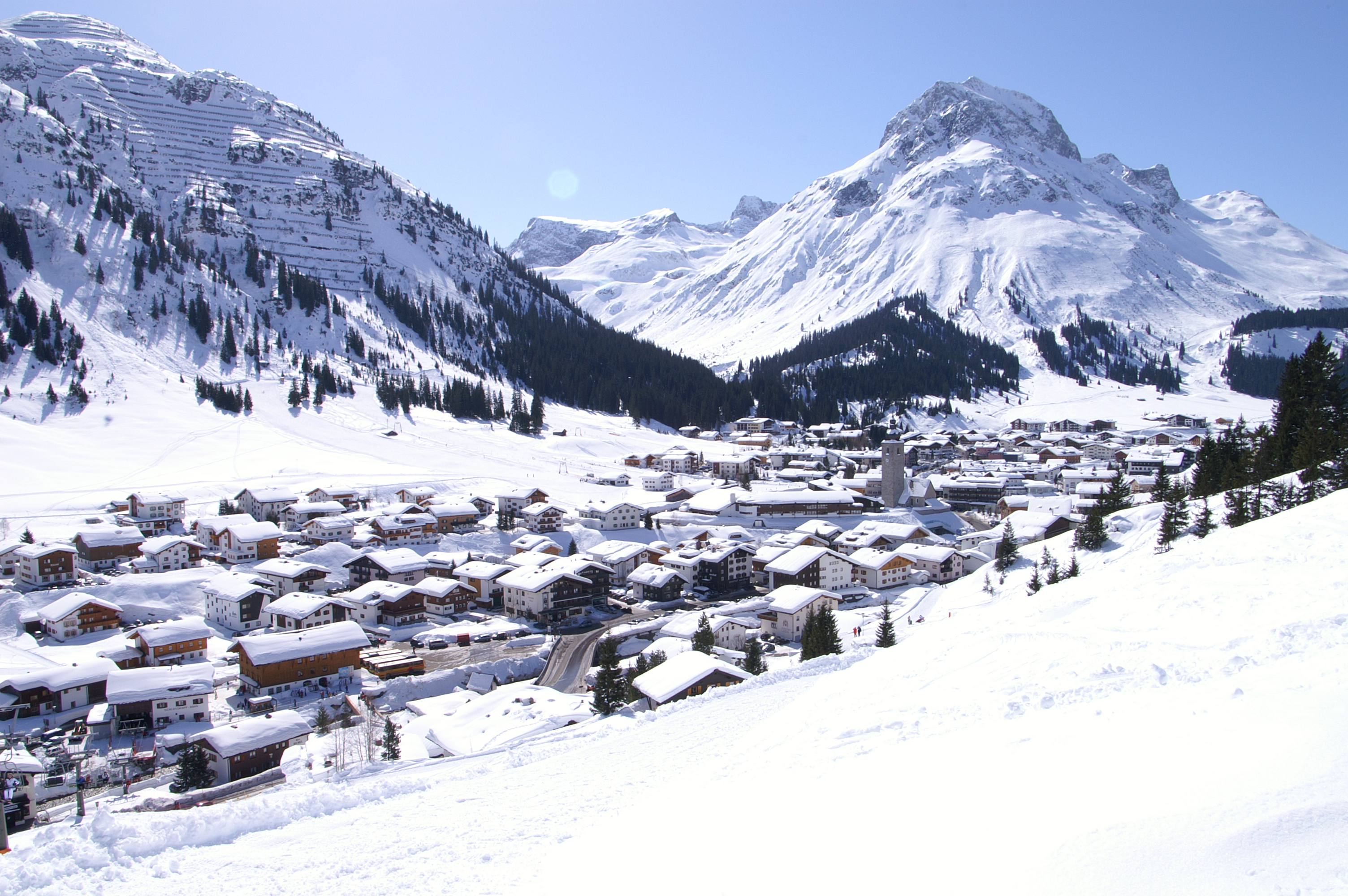
Lech im Winter

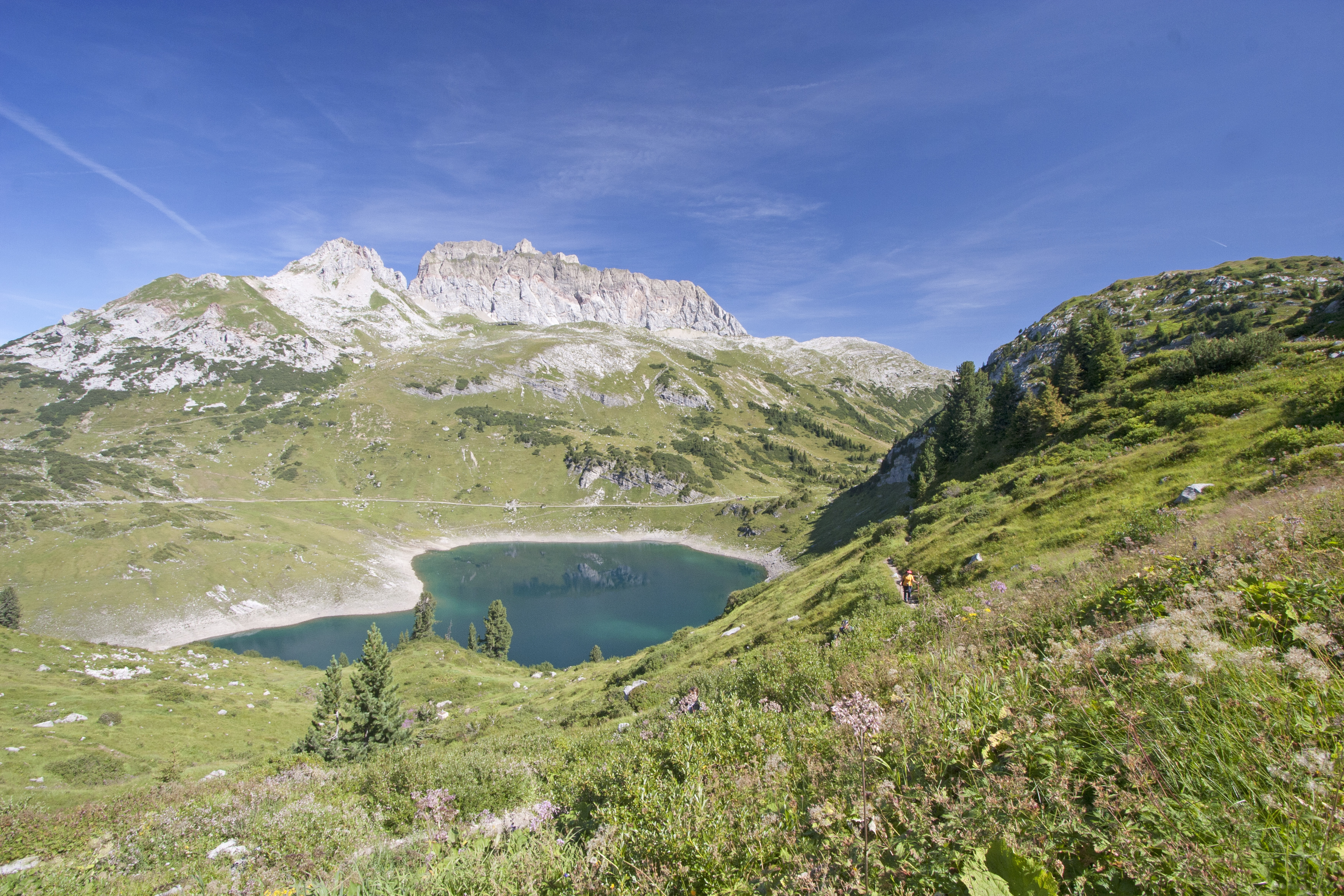
Formarinsee

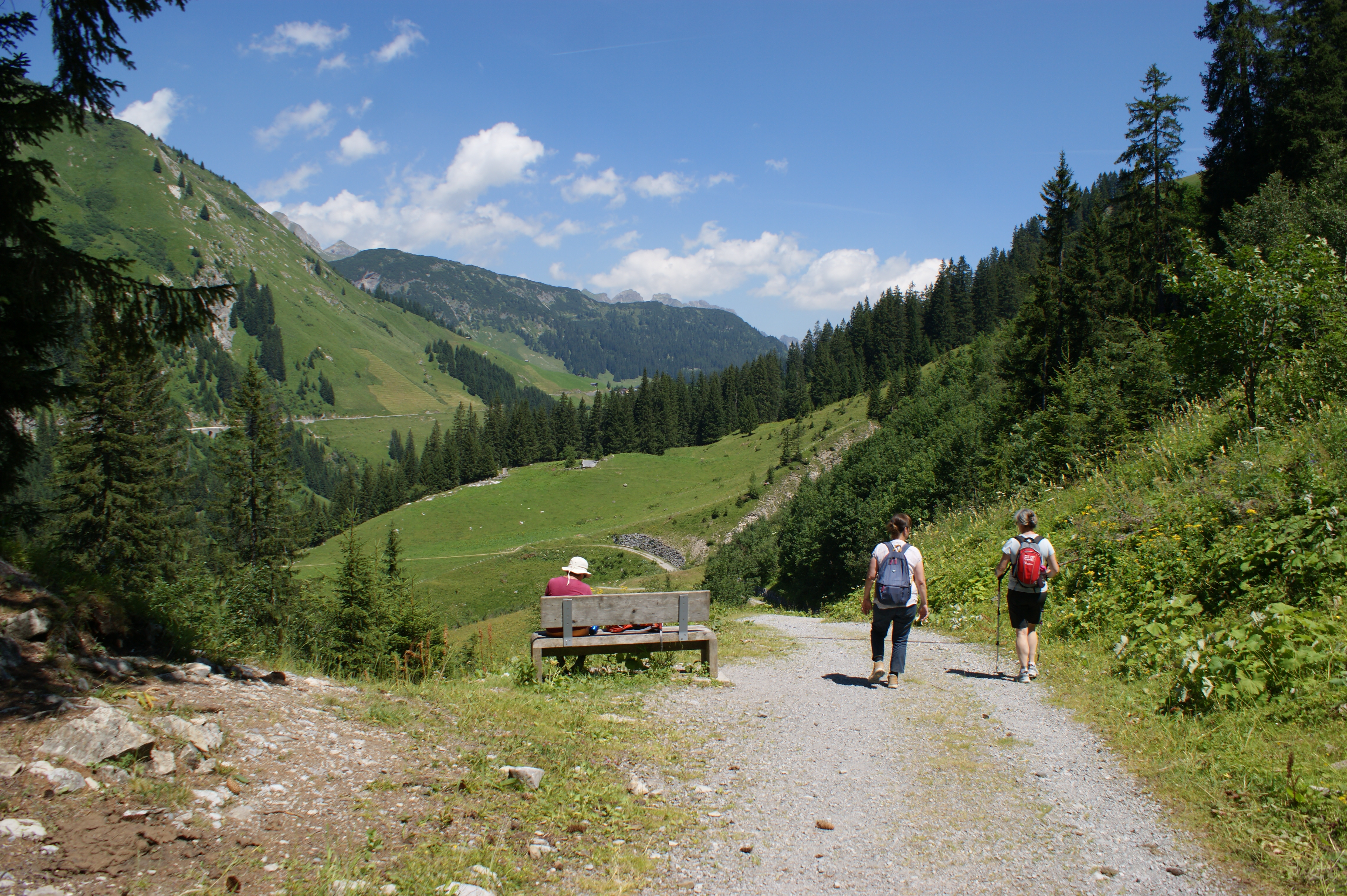
Lechtalweg

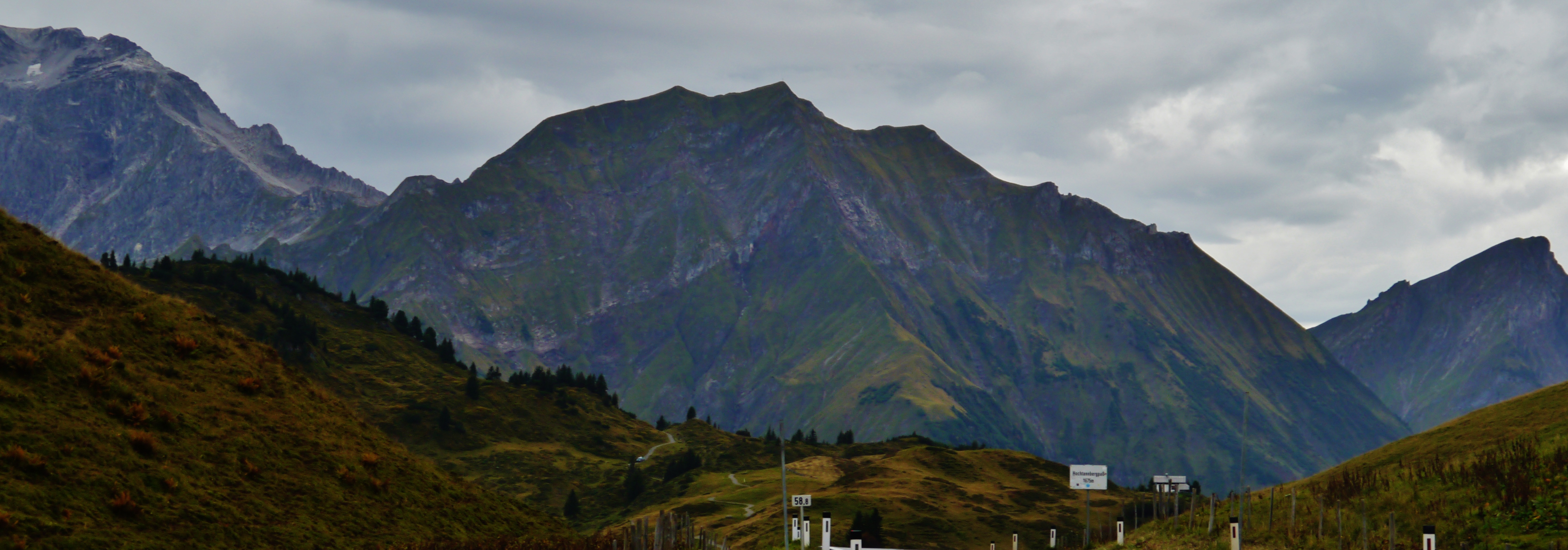
Hochtannbergstraße

Das Hochtannberggebiet liegt an der nördlichen Grenze zu Tirol nördlich des Arlbergs. Die Ostgrenze bildet die Grenze zu Tirol, im Süden grenzt das Klostertal an, im Westen das Große Walsertal, im Nordwesten der Bregenzerwald und im Norden das Kleine Walsertal.
Die Umgrenzung (im engeren Sinn) ist von Norden im Uhrzeigersinn entlang der Linie Großer Widderstein – Gemeindegrenze Mittelberg/Warth – Staatsgrenze Deutschland/Österreich – Landesgrenze Tirol/Vorarlberg – Valluga – Gemeindegrenze Lech/Klösterle – Kleine Grubenspitze – Gemeindegrenze Klösterle/Dalaas – Goppelspitze – Spullersee – Formarinsee – Rote Wand – Gemeindegrenze Dalaas/Sonntag – Gemeindegrenze Sonntag/Lech – Braunarlspitze – Mohnenfluhsattel – Hoher Bühel – Auenfeldsattel – Auenfelder Horn – Gemeindegrenze Lech/Warth – Gemeindegrenze Warth/Schröcken – Salobersattel – Hochtannbergpass – Großer Widderstein.
| Bregenzer Wald   | Kleines Walsertal | Oberallgäu      |
| Großes Walsertal |                   | Außerfern/Tirol |
| Walgau           | Klostertal        | Stanzertal      |

## Straßenverbindungen
Vom Bregenzerwald kommt man über den Hochtannbergpass nach Warth und weiter nach Lech. Im Winter wird die Straße zwischen Warth und Lech dauerhaft wegen Lawinengefahr gesperrt. Daher gehört Lech zur Schiregion Arlberg, Warth hingegen zur Schiregion Bregenzerwald. Touristisch spricht man daher in Lech von der Arlbergregion, in Warth von der Bregenzerwaldregion.
Vom Klostertal aus kommt man von der Alpe Rauz am Arlberg über den Flexenpass nach Zürs und weiter nach Lech.
Vom Tiroler Lechtal kann man Warth über die Lechtalstraße L198 erreichen, auf der Tiroler Seite heißt die Straße Lechtalstraße B198.

## Geschichte
Gegen Ende des 13. Jahrhunderts besiedelten die Walser hochgelegene und unerschlossene Bergtäler in Vorarlberg. Sie kamen ursprünglich aus dem Schweizer Kanton Wallis. Die Walser erhielten das Land als Lehen von den schwäbischen Grundherren. Die Grundherren von Rotenberg gewährten den Walsern für die damalige Zeit besondere Rechte und Freiheiten, um sie für die Rodung und Dauerbesiedlung der ausgedehnten Waldgebiete in extremer Höhenlage zu gewinnen. In den abgelegenen Bergtälern haben sich Traditionen, Dialekte (Walliserdeutsch) und Namen bis heute erhalten. Die Walser erhielten Selbstverwaltung und die niedere Gerichtsbarkeit. Das Gericht Tannberg umfasste ursprünglich die Gemeinden Lech, Warth, Hochkrumbach, Schröcken und Mittelberg und hatte seinen Sitz in Lech.
Im Jahre 1451 eroberte Erzherzog Sigismund von Österreich den Tannberg mit Gewalt. Die Walser verloren ihre alten Rechte und wurden der Herrschaft Bregenz unterstellt. Erst um 1500, nach den Appenzellerkriegen, bekamen sie die alten Rechte und Freiheiten von Kaiser Maximilian I. von Habsburg wieder zurück. Das Gericht tagte zwischen 1528 und 1563 auch in Hochkrumbach.
Die Region war sehr abgeschieden, die Menschen lebten fast ausschließlich von Milchwirtschaft und Viehzucht. Durch die Armut wanderten viele Menschen ab.
1884 wurde die Arlbergbahn eröffnet. Dadurch war die Hochtannbergregion besser erreichbar. Die Flexenstraße wurde 1897 eröffnet, erst dadurch waren die Orte auch im Winter erreichbar. 1906 gab es den ersten Schikurs in Zürs.
Erste touristische Entwicklungen gab es nach dem Ersten Weltkrieg, 1925 wird eine Schischule in Lech gegründet.
Der große Durchbruch kam nach dem Zweiten Weltkrieg.
Durch den Tourismus änderte sich das Leben grundlegend. Heute zählt Lech zu den reichsten Gemeinden in Österreich. Lech ist inzwischen ein Nobelschiort. Warth hingegen ist ein Wintertourismusort mit durchschnittlichen Preisen.
2013 wurden die Schigebiete Lech und Warth durch den Auenfeldjet verbunden. 2016 wurde das Gebiet zusätzlich mit dem Schigebiet St. Anton am Arlberg durch die Flexenbahn verbunden. Das Schigebiet heißt nun Skigebiet Ski Arlberg.

## Naturschutz
Im Gebiet gibt es zahlreiche schützenswerte Biotope und einige kleinere Naturschutzgebiete.
Natura-2000-Gebiete sind die Widdersteinmähder und der Schöneberg, Naturschutzgebiete sind die Gipslöcher in Oberlech, Pflanzenschutzgebiet ist die Zone rund um den Körbersee.
Der allergrößte Teil der hochalpinen Bergregion steht nicht unter Schutz.
Vom Land Vorarlberg ausgewiesene Biotope sind unter anderem das Moor auf der Saloberalpe (Biotop 23411), die Moore und Mähder im Auenfeld (Biotop 23412), die Lechschlucht zwischen Lech und der Landesgrenze (Biotop 11319), der Moorkomplex westlich der Unteren Gaisbühelalpe (Biotop 11305), die Blockfelder des Ochsenbodens und der Trittalpe (Biotop 11316) und das Flachmoor am Oberen Älpele und Zirbenbestand nordöstlich vom Oberen Älpele und westlich des Zuger Horns (Biotop 11318). Wanderer sollten im Bereich der Moore die Wege nicht verlassen, um die sensiblen Lebensräume nicht zu gefährden. Auch die Wintersportler sollten, auch im eigenen Interesse, keine gesperrte Zonen betreten oder befahren.